# Митин, Борис Сергеевич
Ми́тин Бори́с Серге́евич (27 мая 1938 — 3 ноября 2000) — доктор технических наук, профессор, заслуженный деятель науки и техники Российской Федерации, лауреат премии Совета Министров СССР и премии Правительства Российской Федерации, действительный член Международной инженерной академии, ряда российских и зарубежных академий, почетный доктор Кингстонского университета, основатель и первый Президент Российской ассоциации инженерного образования, член Международного центра инженерного образования ЮНЕСКО.

## Биография
В 1961 году окончил Московский институт стали (ныне Национальный исследовательский технологический университет «МИСиС»).
С 1994 года являлся президентом Международного Фонда Попечителей «МАТИ» им. К. Э. Циолковского.
С его именем связан этап преобразования Московского авиационно-технологического института (МАТИ) в крупный университетский центр.
Проявил выдающиеся организаторские способности, что позволило МАТИ войти в число ведущих вузов России. Установил и интенсивно укреплял связи университета с крупнейшими предприятиями аэрокосмической отрасли, открыл МАТИ для широкого международного сотрудничества, обеспечил сохранение и преумножение традиций вуза, инициировал и организовал строительство нового комплекса МАТИ в Кунцево.
При нём в 1984 году создается факультет «Технологии авиаконструкций из композиционных материалов». В 1990-х годах в институте начинается обучение иностранных студентов, создается факультет «Экономика и менеджмент в промышленности», организована Российско-британская аэрокосмическая школа совместно с Кингстонским университетом. В 1996 году вузу присваивается звание университета «МАТИ» — Российский государственный технологический университет имени К. Э. Циолковского.
Работал ректором МАТИ с 1978 по 2000 гг., а также возглавлял кафедру «Порошковые и композиционные материалы и защитные покрытия».
При жизни завещал, чтобы после смерти его тело кремировали и прах развеяли с высоты в том месте, где ему хотелось. Прах был развеян с вертолёта одним из бывших студентов МАТИ им. К. Э. Циолковского 1983 года выпуска, лётчиком-инструктором 1-го класса, мастером спорта СССР по вертолётному спорту, вблизи д. Пятница Солнечногорского района Московской области.

## Память
Имя Б. С. Митина присвоено кафедре «Материаловедение и технологии обработки материалов» РГТУ имени К. Э. Циолковского.

## Научные труды
- Общие принципы разработки математических моделей объектов проектирования. — М., 1980.
- Свойства жидких тугоплавких оксидов. — М., 1986.
- Инженерное образование на пороге XXI века. — М., 1996.
- Очерки по физикохимии и материаловедению. — М., 1998.